# Medjolingen
Medjolingen är en sjö i Lilla Edets kommun i Bohuslän och ingår i Göta älv-Bäveåns kustområde. Sjön är 14 meter djup, har en yta på 0,0728 kvadratkilometer och befinner sig 131,2 meter över havet.

## Delavrinningsområde
Medjolingen ingår i det delavrinningsområde (644896-127599) som SMHI kallar för Inloppet i Stora Hällungen. Medelhöjden är 116 meter över havet och ytan är 16,91 kvadratkilometer. Det finns inga avrinningsområden uppströms utan avrinningsområdet är högsta punkten. Avrinningsområdets utflöde Bratteforsån mynnar i havet. Avrinningsområdet består mestadels av skog (70 %) och jordbruk (12 %). Avrinningsområdet har 0,4 kvadratkilometer vattenytor vilket ger det en sjöprocent på 2,4 %.